# نیواندک
نیواندک (به هلندی: Nieuwendijk) یک منطقهٔ مسکونی در هلند است که در ورکن‌دام واقع شده‌است. نیواندک ۳٬۴۶۵ نفر جمعیت دارد.